# Бхакти Чайтанья Свами
Бха́кти Чайта́нья Сва́ми (IAST: Bhakti Caitanya Svāmī, англ. Bhakti Chaitanya Swami; домонашеское имя — Рагхубхи́р Да́с(а), IAST: Raghubhir Dāsa; имя при рождении — Ри́чард На́йсмит, англ. Richard Naismith; род. 14 августа 1951, Окленд, Новая Зеландия) — индуистский кришнаитский религиозный деятель, ученик Бхактиведанты Свами Прабхупады и один из духовных лидеров Международного общества сознания Кришны (ИСККОН).
Ричард Найсмит родился и вырос в Окленде (Новая Зеландия). Будучи студентом Оклендского университета, впервые вошёл в контакт с ИСККОН, посетив лекцию Бхактиведанты Свами Прабхупады — индийского гуру и основателя этого религиозного движения. В 1972 году отправился в Англию, где после встречи с кришнаитами в Лондоне присоединился к ИСККОН. Там же принял от Прабхупады духовное посвящение и санскритское имя «Рагхубхир Даса». В конце 1970-х годов работал в департаменте по связям с общественностью в Бхактиведанта-мэноре и курировал публикацию литературы британского филиала издательства «Бхактиведанта Бук Траст». В 1980 году переехал в ЮАР, где руководил кришнаитской духовной общины в Като-Ридж и был одним из кураторов проекта строительства Храма Радхи-Радханатхи — кришнаитского храма в Дурбане. Во второй половине 1980-х годов выполнял обязанности президента храмов ИСККОН в Йоханнесбурге и Дурбане, а в начале 1990-х начал принимать активное участие в образовательных программах ИСККОН, преподавая в Вайшнавском институте высшего образования во Вриндаване. В 1994 году в Маяпуре Рагхубхир принял от Гирираджи Свами посвящение в санньясу (отречённый образ жизни), получив при этом новое имя «Бхакти Чайтанья Свами».
После принятия отречения Бхакти Чайтанья Свами активно путешествует и проповедует, выступая с лекциями и занимаясь написанием книг. С 1998 года является членом Руководящего совета Международного общества сознания Кришны, курируя деятельность этой религиозной организации в Прибалтике, части России, ЮАР и в ряде других стран Африки.

## Биография

### 1951—1972. Ранние годы
Ричард Найсмит родился 14 августа 1951 года в Окленде (Новая Зеландия). Он был первенцем в состоятельной семье. Отец Ричарда владел бизнесом по покраске и химической чистке одежды, а мать, имевшая степень магистра музыки, до замужества работала музыкальным преподавателем, а после того, как вышла замуж, — стала домохозяйкой. Когда Ричарду было два года, у него родился брат, который стал вторым и последним ребёнком в семье.
Хотя родители Ричарда не были религиозными (в церковь они ходили «разве что на свадьбу или похороны»), учиться своего сына они отправили в престижные частные англиканские школы. С 1956 по 1964 год Ричард учился в Королевской школе, а затем, с 1965 по 1968 год, — в Королевском колледже Окленда. В школе Ричард был средним учеником, но отличался в спорте. Он увлекался сёрфингом и интересовался современной музыкой. На 1960-е годы пришёлся расцвет движения хиппи и в поп-музыке был очень сильно развит философский аспект. Ричарду нравились такие исполнители, как Боб Дилан и The Beatles, а его любимым поэтом был Дилан Томас.
В школе Ричард также изучал Библию и «практически ежедневно» ходил в церковь. В 13 лет он начал задумываться над смыслом жизни, а в 15 лет почувствовал разочарование «из-за лицемерия всей системы». Разочаровался он и в христианстве, так как не мог найти в этой религии удовлетворительные ответы на свои вопросы. Ричард не понимал, почему люди рождаются в таких разных условиях, и почему после смерти для совершенно разных людей есть только два пути — рай или ад. Эти и многие другие вопросы постоянно беспокоили его. Надеясь найти ответы на них, Ричард решил изучать философию и после окончания Королевского колледжа в 1968 году поступил на философский факультет Оклендского университета. Параллельно с учёбой Ричард занимался журналистикой, подрабатывая внештатным журналистом и помощником редактора. В одной из крупных новозеландских газет он вёл свою колонку, посвящённую теме сёрфинга.
В университете Ричард учился без особого энтузиазма, считая, что система образования была слишком «загрязнена материализмом». Он чувствовал, что всё это было не то, что он искал. В нём проснулось желание стать писателем — он полагал, что в литературном творчестве существовало больше возможности для искреннего самовыражения через описание жизни и комментирования окружающего мира.
Во время учёбы в университете, Ричард впервые соприкоснулся с индийской культурой и вайшнавизмом. Это произошло через посредство музыки — после того, как он прослушал записанный лондонскими кришнаитами и спродюсированный Джорджем Харрисоном альбом The Radha Krishna Temple — первый в истории музыки поп-альбом санскритских мантр. На альбоме можно было услышать мантру «Харе Кришна» и другие вайшнавские песнопения. Бхакти Чайтанья Свами вспоминает: «Я тогда ещё не был почитателем Кришны, но понял, что раз уж The Beatles поют об этом, значит, это не может быть чем-то плохим. И так думали очень многие. Так что отчасти The Beatles помогли мне встать на тот путь, которым я следую до сих пор».

### 1972 год. Первая встреча с кришнаитами и Бхактиведантой Свами Прабхупадой
В начале 1972 года в Окленд из Индии прибыли Тушта Кришна Даса и Кришна Туласи Даси — семейная пара американских учеников Бхактиведанты Свами Прабхупады, который дал им свои благословения на открытие в Новой Зеландии первого кришнаитского храма. Они арендовали небольшой домик в Окленде, построили там алтарь и установили мраморные божества Радха-Кришны, привезённые ими из Индии. 14 апреля 1972 года в Окленд из Сиднея прилетел Прабхупада. Это был его первый визит в Новую Зеландию.
На каждый день его пребывания в стране была запланирована проповедническая программа. В день своего приезда Прабхупада дал лекцию в городской ратуше, 15 апреля — в индуистской общине Окленда, 16 апреля — в оклендской картинной галерее. Утром 17 апреля Тушта Кришна Даса организовал пресс-конференцию, посвящённую инаугурации первого храма Движения сознания Кришны в Новой Зеландии. Собравшаяся в комнате Прабхупады группа журналистов с блокнотами и микрофонами задавала ему множество самых разных вопросов. Сразу же после окончания пресс-конференции Прабхупада отправился со своими учениками в Оклендский университет, где была запланирована его лекция. Именно в этот день состоялась первая встреча Ричарда Найсмита с кришнаитами и Прабхупадой. Бхакти Чайтанья Свами вспоминает:
Я прогуливался со своим другом по территории университетского городка по направлению к кафетерии. Вдруг, мы услышали какую-то музыку, очень необыкновенный вид музыки, который мы никогда раньше не слышали. Я посмотрел направо и внезапно увидел в 20 метрах от себя Шрилу Прабхупаду с группой учеников. Он показался мне очень умиротворённым и аристократичным. Он шёл, закинув свою голову немного назад, и смотрел кругом в очень мягкой, безмятежной манере. Три или четыре молодые девушки в красивых сари и несколько молодых людей с бритыми головами грациозно танцевали прямо перед ним. Некоторые из девушек периодически бросали к стопам Прабхупады лепестки роз. Эта красивая сцена произвела на нас глубокое впечатление — было похоже, что все они спустились прямо с небес. Когда мы подошли к многолюдной дорожке на окраине двора — наши пути пересеклись и Прабхупада очень медленно прошёл мимо нас по направлению к низкой сцене. Было похоже, что он должен начать говорить, и я решил остаться.
Шрила Прабхупада уселся на небольшую сцену, расположенную в непосредственной близости от кафетерии, в которой в это время студенты принимали обед. Вокруг сцены, кроме Ричарда, собралось около 50 человек. Прабхупада взял караталы (ручные цимбалы) и начал петь. Бхакти Чайтанья Свами вспоминает:
Когда Прабхупада сел, я подошёл поближе и рассмотрел его более внимательно. Он был одет в красивые шёлковые одежды тёмно-шафранового цвета, которые блистали, отражая сияние полуденного солнца. На меня произвело огромное впечатление присутствие Прабхупады. На нём была красивая цветочная гирлянда. Направив свой взор немного вниз, он играл на блестящих караталах медленный ритм «раз, два, три» и пел низким и глубоким голосом. Казалось, что он находился в спокойном и медитативном состоянии.
По окончании продолжительного киртана Прабхупада начал давать лекцию, в которой говорил на различные философские темы. В заключении лекции Прабхупада объявил, что самым простым методом духовного осознания, который рекомендуется в ведической литературе, является воспевание мантры «Харе Кришна». В результате этой практики разум очищается и человек способен понять, что он не есть временное материальное тело, а вечная духовная душа. Только осознав это, можно избавиться от страданий, причиняемых палящим огнём материального существования. После окончания лекции Прабхупада провёл ещё один киртан и покинул университетский городок. После лекции Ричард решил попытаться понять это учение глубже. Он вспоминает:
Это была моя первая встреча с Шрилой Прабхупадой, и воспоминания о ней остались со мной навсегда. Но только гораздо позднее, через много лет после того, как я стал учеником Шрилы Прабхупады и получил имя Рагхубхир Даса, я осознал, насколько важна была эта первая, «случайная» встреча. Я узнал о том, что именно контакт с чистым преданным побуждает бхакти, или преданное служение, укорениться в сердце. Меня глубоко поразило, как просто из своего чистого желание дать сознание Кришны другим, Прабхупада проделал такой долгий путь и посетил самый отдалённый уголок мира — Новую Зеландию. Он пришёл в университет с целью просто дать студентам сознание Кришны, и я оказался одним из этих студентов.
На следующий день, 18 апреля, в газете The Auckland Herald появилась статья, в которой описывалась состоявшаяся днём ранее церемония инаугурации храма. Прабхупада совершил в храме ведическое огненное жертвоприношение, проведя церемонию установки божеств Радхи-Кришны, которым он дал имя «Шри Шри Радха-Гиридхари». 19 апреля Прабхупада покинул Новую Зеландию и отправился в Гонконг, продолжив свой проповеднический тур. Спустя какое-то время некоторые из знакомых Ричарда стали кришнаитами. Ричард иногда встречался с ними, беседуя на философские темы, и покупал у них вайшнавскую литературу.

### 1972—1980. Первые годы в ИСККОН
В конце 1972 года Ричард на пассажирском лайнере отправился в Англию. Во время плавания он встретил одного парня, который сказал ему, что «из всех духовных групп только одна была серьёзной — кришнаиты». После этого Ричард решил по прибытии в Лондон непременно найти и посетить кришнаитский храм. На корабле Ричард также познакомился с девушкой, которая рассказала ему, что её брат очень интересуется гаудия-вайшнавизмом. После приезда в Англию в сентябре 1972 года, Ричард встретился с братом этой девушки, который начал активно ему проповедовать, читая отрывки из книги Прабхупады «Источник вечного наслаждения», в которой описывается жизнь Кришны. В особенности он любил декламировать те части произведения, в которых повествовалось о раса-лиле — мистическом танце Кришны со своими возлюбленными девочками-пасту́шками гопи. Он объяснял, что во время этого танца, между гопи и Кришной происходил обмен чистой, духовной любовью. Всё это произвело на Ричарда глубокое впечатление и он начал регулярно повторять мантру «Харе Кришна», серьёзно задумавшись над тем, чтобы сделать гаудия-вайшнавизм частью своей жизни.
Вскоре Ричард впервые посетил вайшнавский храм — Храм Радхи-Кришны в Лондоне. Основанный в 1969 году с финансовой поддержкой Джорджа Харрисона, это был первый храм Движения сознания Кришны в Европе. В это время Ричард глубоко уверовал в то, что некая «высшая сила или личность» контролирует события, которые происходят в жизни человека, и когда президент храма оказался его дальним родственником, Ричард воспринял это как знак свыше и решил остаться пожить какое-то время в храме в качестве гостя. При первой встрече с президентом храма Ричард сказал ему, что ищет истину, на что тот ответил, что «здесь есть Абсолютная Истина». В храме Ричард более близко познакомился с вайшнавской философией, обнаружив, что она давала ответы на многие имевшиеся у него мировоззренческие вопросы.
7 января 1973 года Ричард переехал жить в лондонский храм и стал монахом-послушником. В храме в то время жило около 50 монахов. Их жизнь была очень аскетичной: они следовали очень строгому расписанию, ежедневно посещая утренние и вечерние духовные программы. Спали они на полу, по 20 человек в одной комнате, делились друг с другом одеждой. Первым служением Ричарда было мытьё кастрюль на кухне и уличные киртаны, на которые кришнаиты выходили ежедневно, как минимум на четыре часа. Ричард также возил старших вайшнавов на машине — служение которое ему очень нравилось. Он вспоминает, что «вся атмосфера была очень зажигательной».
В ту пору руководил деятельностью ИСККОН в Великобритании Шьямасундара Даса, который, однако, в Лондоне появлялся не часто. Из старших вайшнавов Ричарда больше всего вдохновлял Реватинандана Свами. Он был американским санньяси, который вёл очень мелодичные киртаны и давал вдохновляющие лекции. Ричарду очень нравилось, как он объяснял вайшнавскую философию. После встречи с Реватинанданой Свами Ричард твёрдо решил для себя также принять в будущем санньясу.
Очень скоро Ричард начал активно заниматься распространением вайшнавской литературы и сбором пожертвований. Это стало его основной деятельностью в последующие три года. Бхакти Чайтанья Свами вспоминает, что в этом новом служении его особо вдохновлял его лидер Прабхавишну Даса (ныне один из лидеров ИСККОН Прабхавишну Свами), который был «абсолютный и стойкий приверженец распространения книг».
В сентябре 1973 года Ричард получил духовное посвящение от Бхактиведанты Свами Прабхупады и санскритское имя «Рагхубхир Даса». Год спустя, в 1974 году, он получил второе, брахманское посвящение в Бхактиведанта-мэноре — штаб-квартире Движения сознания Кришны в Великобритании и одном из крупнейших вайшнавских храмов Европы, который незадолго перед этим был подарен кришнаитам Джорджем Харрисоном.
В 1976 году Рагхубхир Даса был назначен одним из управляющих Бхактиведанта-мэнора, где он руководил обучением новых вайшнавов, занимал должность казначея и работал в департаменте по связям с общественностью. Вскоре он возглавил британский филиал издательства «Бхактиведанта Бук Траст» (ББТ). Под его руководством издательство опубликовала более 20 новых книг по вайшнавизму и ведической культуре тиражом в несколько миллионов экземпляров. Огромными тиражами также выпускались пластинки с записями индуистских мантр и вайшнавских бхаджанов.

### 1980—1991 годы. Миссионерская деятельность в ЮАР
В январе 1980 года Джаятиртха Свами, который в то время курировал деятельность ИСККОН в Великобритании и Южной Африке, отправил Рагхубхира проповедовать в Южно-Африканскую Республику. По прибытии в ЮАР Рагхубхир стал президентом храма и сельскохозяйственной общины в Като-Ридж, в провинции Квазулу-Натал. Община, располагавшаяся на 48 гектарах земельных угодий, была приобретена кришнаитами в 1977 году, став первой собственностью ИСККОН в ЮАР. На месте старого ангара для сельскохозяйственной техники был построен храм площадью в 100 м², а за год до приезда Рагхубхиры, в 1979 году, в храме были установлены для поклонения статуи божеств Чайтаньи и Нитьянанды — «Шри Шри Нитай-Гаурахари».
В 1980-е годы Рагхубхир курировал деятельность ИСККОН в Трансваале. С марта 1982 по июнь 1985 года, вместе с двумя другими кришнаитами он руководил строительством Храма Радхи-Радханатхи в Дурбане. С 1985 по 1991 год он исполнял обязанности президента храмов ИСККОН в Йоханнесбурге и Дурбане.

### 1991-н.в. Принятие отречения. Деятельность в руководстве ИСККОН
Начиная с 1991 года Рагхубхир Даса начал активно путешествовать и проповедовать гаудия-вайшнавизм по всему миру. В 1993 году он впервые посетил Россию. В то же самое время он начал принимать активное участие в образовательных программах ИСККОН, преподавая гаудия-вайшнавское богословие в «Вайшнаском институте высшего образования» во Вриндаване, Уттар-Прадеш, Индия. 27 марта 1994 года в день фестиваля Гаура-пурнимы в Маяпуре Рагхубхир принял санньясу (уклад жизни в отречении) от Гирираджи Свами, получив при этом новое имя «Бхакти Чайтанья Свами».
В 1998 году Бхакти Чайтанья Свами был назначен членом Руководящего совета — коллегиального органа управления ИСККОН. Он начал курировать деятельность Движения в Эстонии, Латвии и Литве (вместе с Ниранджаной Свами) и в Сибири (вместе с Бхактивайбхавой Свами и Прабхавишну Свами). С 1999 года он также руководит деятельностью ИСККОН в ряде стран Африки: ЮАР, Зимбабве, Мозамбике, Намибии, Малави, Анголе, Лесото, Свазиленде и Замбии; а с 2001 года — в Северо-Западном регионе России — Санкт-Петербурге, Мурманске и Архангельске. В 2003 году Бхакти Чайтанья Свами был избран председателем Руководящего совета ИСККОН сроком на один год. В 2009 году, вместе с Бхакти Бринга Говиндой Свами, он начал руководить деятельностью ИСККОН на Маврикии. Кроме этого, по данным на 2009 год Бхакти Чайтанья Свами был членом министерства ИСККОН по санньясе, комитета ИСККОН по гуру и комитета по назначению новых членов Руководящего совета ИСККОН.

## Ответственность в Руководящем совете ИСККОН
| Бхакти Чайтанья Свами в Руководящем совете ИСККОН | Бхакти Чайтанья Свами в Руководящем совете ИСККОН                                     | Бхакти Чайтанья Свами в Руководящем совете ИСККОН          |
| Год                                               | Страны и регионы                                                                      | Совместно с                                                |
| ------------------------------------------------- | ------------------------------------------------------------------------------------- | ---------------------------------------------------------- |
| 1998                                              | Эстония и Литва                                                                       | Ниранджана Свами                                           |
| 1998                                              | Латвия                                                                                | Ниранджана Свами и Прабхавишну Свами                       |
| 1998                                              | Россия (Сибирский регион)                                                             | Прабхавишну Свами и Бхактивайбхава Свами                   |
| 1999                                              | Эстония и Литва                                                                       | Ниранджана Свами                                           |
| 1999                                              | Латвия                                                                                | Ниранджана Свами и Прабхавишну Свами                       |
| 1999                                              | Россия (Сибирский регион)                                                             | Бхактивайбхава Свами                                       |
| 1999                                              | ЮАР                                                                                   | Бхакти Тиртха Свами                                        |
| 1999                                              | Зимбабве, Мозамбик, Намибия, Малави, Ангола, Лесото, Свазиленд и Замбия               |                                                            |
| 2000                                              | Эстония и Литва                                                                       | Ниранджана Свами                                           |
| 2000                                              | Латвия                                                                                | Ниранджана Свами и Прабхавишну Свами                       |
| 2000                                              | Россия (Сибирский регион)                                                             | Бхактивайбхава Свами                                       |
| 2000                                              | ЮАР                                                                                   | Бхакти Тиртха Свами                                        |
| 2000                                              | Зимбабве, Мозамбик, Намибия, Малави, Ангола, Лесото, Свазиленд и Замбия               |                                                            |
| 2001                                              | Эстония и Литва                                                                       | Ниранджана Свами                                           |
| 2001                                              | Латвия                                                                                | Ниранджана Свами и Прабхавишну Свами                       |
| 2001                                              | Россия (Сибирский регион)                                                             | Бхактивайбхава Свами                                       |
| 2001                                              | Россия (Северо-Западный регион)                                                       | Ниранджана Свами                                           |
| 2001                                              | ЮАР                                                                                   | Бхакти Тиртха Свами                                        |
| 2001                                              | Зимбабве, Мозамбик, Намибия, Малави, Ангола, Лесото, Свазиленд и Замбия               |                                                            |
| 2002                                              | Эстония и Литва                                                                       | Ниранджана Свами                                           |
| 2002                                              | Латвия                                                                                | Ниранджана Свами и Прабхавишну Свами                       |
| 2002                                              | Россия (Сибирский регион)                                                             | Бхактивайбхава Свами и Бхакти Вигьяна Госвами              |
| 2002                                              | Россия (Северо-Западный регион)                                                       | Бхакти Вигьяна Госвами и Ниранджана Свами                  |
| 2002                                              | ЮАР                                                                                   | Бхакти Тиртха Свами                                        |
| 2002                                              | Зимбабве, Мозамбик, Намибия, Малави, Ангола, Лесото, Свазиленд и Замбия               |                                                            |
| 2003                                              | Эстония и Литва                                                                       | Ниранджана Свами                                           |
| 2003                                              | Латвия                                                                                | Ниранджана Свами и Прабхавишну Свами                       |
| 2003                                              | Россия (Сибирский регион)                                                             | Бхактивайбхава Свами и Бхакти Вигьяна Госвами              |
| 2003                                              | Россия (Северо-Западный регион)                                                       | Бхакти Вигьяна Госвами и Девамрита Свами                   |
| 2003                                              | ЮАР                                                                                   | Бхакти Тиртха Свами                                        |
| 2003                                              | Зимбабве, Мозамбик, Намибия, Малави, Ангола, Лесото, Свазиленд и Замбия               |                                                            |
| 2004                                              | Эстония и Литва                                                                       | Ниранджана Свами                                           |
| 2004                                              | Латвия                                                                                | Ниранджана Свами и Прабхавишну Свами                       |
| 2004                                              | Россия (Сибирский регион)                                                             | Бхактивайбхава Свами и Бхакти Вигьяна Госвами              |
| 2004                                              | Россия (Северо-Западный регион)                                                       | Бхакти Вигьяна Госвами, Девамрита Свами и Ниранджана Свами |
| 2004                                              | ЮАР                                                                                   | Бхактичару Свами                                           |
| 2004                                              | Зимбабве, Мозамбик, Намибия, Малави, Ангола, Лесото, Свазиленд и Замбия               |                                                            |
| 2005                                              | Эстония и Литва                                                                       | Ниранджана Свами                                           |
| 2005                                              | Латвия                                                                                | Ниранджана Свами и Прабхавишну Свами                       |
| 2005                                              | Россия (Сибирский регион)                                                             | Бхактивайбхава Свами и Бхакти Вигьяна Госвами              |
| 2005                                              | Россия (Северо-Западный регион)                                                       | Бхакти Вигьяна Госвами, Девамрита Свами и Ниранджана Свами |
| 2005                                              | ЮАР, Зимбабве, Мозамбик, Намибия, Малави, Ангола, Лесото, Свазиленд и Замбия          |                                                            |
| 2006                                              | Литва                                                                                 | Ниранджана Свами                                           |
| 2006                                              | Латвия                                                                                | Бхактивайбхава Свами и Прабхавишну Свами                   |
| 2006                                              | Россия (Сибирский регион)                                                             | Бхактивайбхава Свами и Бхакти Вигьяна Госвами              |
| 2006                                              | Россия (Северо-Западный регион)                                                       | Бхакти Вигьяна Госвами, Девамрита Свами и Ниранджана Свами |
| 2006                                              | Эстония, ЮАР, Зимбабве, Мозамбик, Намибия, Малави, Ангола, Лесото, Свазиленд и Замбия |                                                            |
| 2007- 2008                                        | Литва                                                                                 | Ниранджана Свами                                           |
| 2007- 2008                                        | Латвия                                                                                | Бхактивайбхава Свами и Прабхавишну Свами                   |
| 2007- 2008                                        | Россия (Сибирский регион)                                                             | Бхактивайбхава Свами и Бхакти Вигьяна Госвами              |
| 2007- 2008                                        | Россия (Северо-Западный регион)                                                       | Бхакти Вигьяна Госвами, Девамрита Свами и Ниранджана Свами |
| 2007- 2008                                        | ЮАР                                                                                   | Девамрита Свами                                            |
| 2007- 2008                                        | Эстония, Зимбабве, Мозамбик, Намибия, Малави, Ангола, Лесото, Свазиленд и Замбия      |                                                            |
| 2009                                              | Литва                                                                                 | Ниранджана Свами                                           |
| 2009                                              | Латвия                                                                                | Бхактивайбхава Свами и Прабхавишну Свами                   |
| 2009                                              | Россия (Сибирский регион)                                                             | Бхактивайбхава Свами и Бхакти Вигьяна Госвами              |
| 2009                                              | Россия (Северо-Западный регион)                                                       | Бхакти Вигьяна Госвами, Девамрита Свами и Ниранджана Свами |
| 2009                                              | Маврикий                                                                              | Бхакти Бринга Говинда Свами                                |
| 2009                                              | ЮАР                                                                                   | Девамрита Свами                                            |
| 2009                                              | Эстония, Зимбабве, Мозамбик, Намибия, Малави, Ангола, Лесото, Свазиленд и Замбия      |                                                            |